# Rootdirectory
De rootdirectory, ook wel de root genoemd, is het hoogste niveau van de boomstructuur van een op een computer aanwezig bestandssysteem. De term root betekent in het Nederlands letterlijk wortel. De directory's vanaf de root worden ook subdirectory's of mappen genoemd.

## Unixachtige besturingssystemen
Op Unixachtige besturingssystemen wordt root aangeduid met een / (slash). De complete bestandsstructuur vormt een hiërarchie onder deze root. Ook aangekoppelde partities worden in deze boomstructuur opgenomen (bijvoorbeeld /mnt/cdrom).

## Microsoft DOS
Op MS DOS wordt root verkort aangeduid met een \ (backslash). Onder MS-DOS is er één hiërarchie per partitie, elk met zijn eigen schijfletter. Om een locatie in het bestandssysteem volledig aan te duiden moet de \ daarom vooraf worden gegaan door zo'n schijfletter (bijvoorbeeld C:\). In MS-DOS wordt het hoogste niveau in een hiërarchisch georganiseerde gegevensset de hoofddirectory of hoofdmap genoemd.

## Microsoft Windows
Microsoft Windows kent in principe dezelfde hiërarchische opbouw van alle schijfletters als bij MS-DOS, maar vanaf Windows 95 tot heden wordt deze omvat door een grotere structuur, waarbij het Bureaublad (Desktop) als root van deze structuur fungeert. In werkelijkheid komen de bestanden en folders die op dit Bureaublad staan voor in één of meerdere systeemmappen per gebruikersprofiel. Onder het Bureaublad heeft de gebruiker de keuze in de folders Deze Computer, Netwerkomgeving en Prullenbak. Heeft de gebruiker Deze Computer gekozen, dan kan er gekozen worden tussen onder meer de diverse schijfstations, zoals dat bij MS-DOS al het geval was, en het Configuratiescherm.

## Websites
Op websites is de structuur altijd als op Unixachtige systemen, of die websites nou onder Windows, GNU/Linux of Mac OS X draaien. Dit is echter een virtuele root die alleen naar buiten zo te zien is. Op het systeem waar de webserver op draait staat de root van de website ergens anders in het bestandssysteem, zo is de verstekwaarde onder Apache op GNU/Linux bijvoorbeeld /src/www/htdocs.